# یاکوب آریونی
یاکوب آریونی (به آلمانی: Jakob Arjouni) جنایی‌نویس، نمایش‌نامه‌نویس و رمان‌نویس آلمانی بود که با همسر و فرزندانش در برلین و جنوب فرانسه می‌زیست.

## زندگی‌نامه
آریونی با نام اصلی یاکوب میکلسن (به آلمانی: Jakob Michelsen) و (به آلمانی: Jacob Bothe) ‏ در ۸ اکتبر ۱۹۶۴ در فرانکفورت متولد شد. هنگامی که او برای نخستین بار با نگارش رمان «تولدت مبارک، ترک!» در سال (۱۹۸۵) شخصیت کارآگاه خصوصی فرانکفورتی «کمال کایان کایا» را خلق کرد تنها ۲۱ سال سن داشت. این رمان سال ۱۹۹۱ به کارگردانی دوریس دوری در قالب فیلم سینمایی بر پرده رفت. آریونی پس از آن ماجراهای این کارآگاه خصوصی را ادامه داد و سه داستان دیگر نوشت که از میان آن‌ها برای رمان «یک مرد، یک جنایت» در سال ۱۹۹۲ جایزه کتاب جنایی آلمان (Deutschen Krimi-Preis) را برد. وی پاییز ۲۰۱۲ پنجمین جلد از مجموعه داستان‌های این کارگاه ترک – آلمانی را با نام «برادر کمال» منتشر کرد.
آریونی در کنار نمایش‌نامه‌هایش به نگارش آثار دیگری نیز همت گمارد که رمان‌های «هوفن سحرآمیز» (۱۹۹۶)، «احمق. پنج داستان» (۲۰۰۳) «تکالیف» (۲۰۰۴)، «چز مکس» (۲۰۰۶)و «ادی مقدس» (۲۰۰۹) از جمله آن‌ها بودند.
بیش از همه رمان «چری من آقای وایت را تعقیب می‌کند» (۲۰۱۱) که یک شخصیت دنباله‌روی نازی‌ها از آلمان شرقی در مرکز آن قرار داشت، اشاره کرد. این آثار در مدرسه‌های آلمانی خوانده می‌شوند.
آریونی سه شنبه شب ۱۷ ژانویه ۲۰۱۳ در سن ۴۸ سالگی در اثر بیماری سرطان در شهر برلین درگذشت.

## آثار
آثار این نویسنده به ۲۳ زبان ترجمه شده و منتشر شده‌است.

### رمان
- Magic Hoffmann «هوفن سحرآمیز» (۱۹۹۶)
- Hausaufgaben «تکالیف» (۲۰۰۴)
- Der heilige Eddy «ادی مقدس» (۲۰۰۹)
- Cherryman jagt Mr. White «چری من آقای وایت را تعقیب می‌کند» (۲۰۱۱)

### داستان جنایی
- Happy Birthday, Türke! «تولدت مبارک، ترک!» (۱۹۸۵)
- Ein Mann, ein Mord «یک مرد، یک جنایت» (۱۹۹۲)
- Chez Max «چز مکس» (۲۰۰۶)
- Bruder Kemal «برادر کمال» (۲۰۱۲)

### دیگر آثار
- «احمق. پنج داستان» (۲۰۰۳)